# Schlettau
Schlettau (česky zastarale Želetava) je město v německé spolkové zemi Sasko. Nachází se v zemském okrese Krušné hory při hranicích s Českou republikou a má přibližně 2 300 obyvatel. Protéká tudy Zschopau a kříží se tu silnice B101 a S267. Současně je tudy vedena také železniční trať. Přímo v obci se nachází zámek.

## Historie
Dne 13. nebo 14. dubna 1453 (tradičně bývá uváděn 10. duben) městečko s tvrzí přepadl oddíl vojáků pod velením Nikela Dachse z Hammersteinu, kteří je ovládli, a částečně snad i vypálili. Učinili tak na pokyn Mikuláše II. z Lobkovic, který tak chtěl přinutit saského kurfiřta Fridricha II., aby mu vyplatil 600 kop grošů slíbených za vojenské služby. V noci ze 14. na 15. dubna se zpráva o dobytí dostala do Freibergu a tamní radní vzápětí nařídili svolat vojsko, které mělo Schlettau osvobodit. Město se podle lidové tradice vzdalo 24. dubna, ale podle rozboru řady listin je pravděpodobnější, že obléhání trvalo až do prvního nebo druhého květnového týdne. Podle zprávy z 12. května 1453 se totiž král Jiří z Poděbrad připojil k příměří uzavřenému několik dní předtím Mikulášem z Lobkovic se Saskem.
Vojsko obléhatelů dosáhlo počtu asi tří tisíc mužů a nakonec Schlettau částečně nejspíše dobylo zpět a česká posádka Nikela Dachse poté dojednala podmínečnou kapitulaci. Směli volně odjet, ale někteří velitelé, byli podle dohody po určitý čas vězněni. Sám Nikel Dachs údajně strávil krátkou dobu ve vězení na zámku ve Schlettau a později snad ve Zwickau. Mikuláš z Lobkovic svého cíle dosáhl. Jednání o zaplacení dluhu se protáhla do roku 1457, kdy byli vězni propuštěni a Fridrich II. se zavázal dluh splatit třemi splátkami po dvou set kopách grošů během následujících tří let.